# Too Many Humans...
Too Many Humans..... (с англ. — «Слишком много людей») — первый полноформатный альбом американского нойз-панк-коллектива No Trend, изданный их собственным лейблом No Trend Records в 1984 году. Альбом известен своим «злобным» содержанием. Тексты песен высмеивают общество, а звучание коллектива сравнили с такими группами как Flipper и Public Image Ltd. В настоящее время альбом полностью распродан, а оригинальные записи сожжены Джеффом Ментжесом. Несмотря на это, 17 февраля 2020 года лейбл Drag City анонсировал бокс-сет, который будет содержать в себе ремастеринг-версию данного альбома и обе версии мини-альбома коллектива — Teen Love. Релиз ожидается 29 мая этого же года.

## Об альбоме
Творчество коллектива описывают как злобное, ненавистное, мрачное и нигилистическое. Большинство песен этого альбома высмеивают субкультуру панка и общепринятые нормы человеческой жизни такие как брак, мода и т. д. А заглавная композиция представляет собой простую ругань: «Too many fucking humans/You breed like rats/And you're no fucking better». Позже в одном из интервью вокалист группы Джефф Ментжес объяснил свою позицию:

«... Я никогда не понимал, почему та музыка, которую вы слушаете, должна решать, какую одежду вы будете носить, или каким должен быть цвет ваших волос. Если в этой музыке есть философия, то вы можете жить ею, но я не понимаю, почему вы должны быть частью клики, сцены, движения».
По словам Эндрю Эрлса, музыка альбома представляет собой хардкор, испытавший влияние со стороны индастриал-музыки и пост-панка. Характерными чертами музыки релиза являются фуззовые «скрипы» и реверберированный вокал. По мнению Trouser Press, здесь имеются явные подражания Киту Левену и Джону Лайдону из Public Image Ltd.
Позже композиция «For The Fun Of It All» была перезаписана для следующего альбома группы — A Dozen Dead Roses. А оригинальные записи Too Many Humans были сожжены Джеффом Ментжесом.

## Переиздание
17 февраля 2020 года лейбл Drag City анонсировал бокс-сет, который должен содержать в себе полноформатный альбом Too Many Humans, две версии мини-альбома Teen Love, компакт-диск, содержащий в себе демо-записи и концертные записи 1983 года, и цифровые версии студийных записей. 42-страничный буклет будет содержать в себе историю коллектива, фотографии, рекламные листовки, рецензии фэнзинов, и интервью с Джеффом Ментжесом и Бобом Штрассером. Также было сказано, что бокс-сет содержит в себе «печально известные „танцевальные“ книги» коллектива и «прочие сюрпризы». Релиз запланирован на 29 мая этого же года. 

## Критика
Альбом попал в список 500 ценных альбомов американского андерграундного рока 1981-1996 гг. (англ. 500 Essential American Underground Rock Albums 1981-1996), составленного Эндрю Эрлсом.
По мнению рецензента из Trouser Press, музыка No Trend представляет собой смесь Flipper, Alien Sex Fiend и Negativland. Рецензент отметил, что композиции выдержаны в стиле Flipper, особенно влияние данного коллектива заметно в вокале Ментжеса. Также по его словам, имеются явные подражания Public Image Ltd, которые по его мнению получились удачно. Речь он закончил словами «Хорошенько подумайте об этих оригинальных комбинациях и тогда вам перехочется слушать эти записи».

## Список композиций
| №  | Название                      | Длительность |
| -- | ----------------------------- | ------------ |
| 1. | «Family Style»                | 3:12         |
| 2. | «Blow Dry»                    | 5:00         |
| 3. | «Reality Breakdown»           | 3:58         |
| 4. | «Kiss Ass To Your Peer Group» | 3:46         |
| 5. | «Fashion Tips For The 80's»   | 1:36         |
| 6. | «Do As You're Told»           | 1:06         |

| №   | Название                  | Длительность |
| --- | ------------------------- | ------------ |
| 7.  | «Too Many Humans»         | 3:53         |
| 8.  | «For The Fun Of It All»   | 2:32         |
| 9.  | «Mindless Little Insects» | 4:11         |
| 10. | «Happiness Is...»         | 6:58         |

## Участники записи
- Джефф Ментжес — вокал
- Боб Страссер — бас
- Френк Прайс — гитара
- Майкл Салкинд — ударные